# Геленец
Геленец (пол. Heleniec) — польский дворянский герб.

## Описание
В голубом поле сова на стене; над совою звезда.
В навершии шлема, дворянскою короною прикрытого, две пальмовых серебряных ветки, скрещенных в золотом венке. Герб Геленец Вельке внесен в Часть 2 Гербовника дворянских родов Царства Польского, стр. 213.

## Герб используют
Герб вместе с потомственным дворянством ВСЕМИЛОСТИВЕЙШЕ пожалован бывшему Профессору Варшавского Университета, впоследствии Профессору дополнительных Педагогических Курсов в Варшаве, Антону Антонову сыну Велькѳ, за 30-ти летнюю его усердную службу, всегда отличное поведение, равно за полезные литературные труды, грамотой ГОСУДАРЯ ИМПЕРАТОРА И ЦАРЯ НИКОЛАЯ I, 1844 года Марта 21 (Апреля 2) дня.